# Relations entre le Danemark et les États-Unis
Les relations entre le Danemark et les États-Unis désignent les relations diplomatiques entre le Danemark et les États-Unis.
L'ambassade américaine se situe à Copenhague.
Le Danemark quant à lui a installé une ambassade dans la capitale de Washington ainsi que plusieurs consulats généraux dans les villes de New York, Palo Alto en Californie, Chicago et Houston (conseil du Commerce). Le royaume tient également deux centres destinés à l'innovation dans la Silicon Valley et à Boston
Au début du XVIIe siècle, des immigrants danois se sont établis en Amérique du Nord et les premiers colons de la Nouvelle-Néerlande étaient en grande partie scandinaves. La plus grande émigration danoise a eu lieu en 1882, quand près de 12 000 Danois se sont installés aux États-Unis. En 2010, près de 1 300 000 personnes se déclarent Dano-Américains.

## Histoire
Les relations diplomatiques remontent à 1783, lorsque le Danemark a signé un traité commercial avec les États-Unis. En 1792, le Danemark a reconnu l'indépendance des États-Unis. En 1801, des relations diplomatiques ont été établies et une légation américaine a été ouverte au Danemark,.
Les deux pays n'ont pas frontières en commun même si le Danemark est présent en Amérique du Nord avec le Groenland à une distance de 2 000 km à vol d'oiseau. Peu de temps avant l'achat de l'Alaska à l'Empire russe, le secrétaire d'État des États-Unis, William Henry Seward, avait tenté d'acheter à la fois le Groenland et l'Islande au Danemark, mais sans succès.
Pendant la Première Guerre mondiale, les États-Unis ont pris le contrôle des Indes occidentales danoises, partie des îles Vierges qui appartenaient à l'empire colonial danois; il s’agissait de sécuriser la défense du canal de Panama pour écarter le risque d'un contrôle par les Allemands. En 1916, ces territoires sont finalement rachetés par les États-Unis contre la somme de 25 millions de dollars, et passent avec leurs 26 000 habitants sous contrôle américain le 31 mars 1917 en formant les Îles Vierges des États-Unis. Par conséquent, contrairement à l’achat de la Louisiane et à de nombreux autres territoires, les îles ont été acquises à des fins militaires.
Pendant la Seconde Guerre mondiale, l'ambassadeur danois Henrik Kauffmann aux États-Unis signe un accord avec le gouvernement américain, contre les instructions de son propre gouvernement en exil, permettant la présence de troupes américaines sur le sol groenlandais, devenant un protectorat de facto des États-Unis. L'île disposait d'une mine de cryolite à Ivittuut qui s'avèrera être utile pour l'effort de guerre américain et les américains implantent des bases aériennes au Groenland, à Thulé notamment. À la fin de la guerre, les États-Unis ont développé un intérêt géopolitique au Groenland et, en 1946, ils ont proposé d'acheter le Groenland au Danemark pour un montant de 100 000 000 $, mais le Danemark a refusé de vendre.
En 1951, la base aérienne de Thulé est renforcé dans le cadre de l'OTAN alors que les deux pays se retrouvent confronté en Arctique à une opposition avec les Russes pendant la guerre froide. La base militaire, transformée en secret en base pour bombardiers stratégiques, devint une véritable enclave de l’armée américaine, accueillant des milliers de militaires. En 1959, les américains entreprennent la construction du camp Century, base creusée dans la glace visant à héberger des missiles nucléaires.
En 1961, un radar du Ballistic Missile Early Warning System (BMEWS) fut construit au site J à 21 kilomètres au nord-est de la base principale. Ce radar est toujours en activité et stratégique pour l'armée américaine pour couvrir le globe.
En 2019, l'achat du Groenland est de nouveau proposé par le président Donald Trump. Le 16 août, le Wall Street Journal rapporte que le président a manifesté à plusieurs reprises son intérêt pour l’achat du Groenland. En marge d’un sommet des pays nordiques organisé en Islande, Mette Frederiksen, première ministre danoise réaffirme que « le Groenland n’est pas à vendre. Le Groenland n’est pas danois. Il appartient aux Groenlandais ». L'incident prend une tournure diplomatique puisque Donald Trump reporte une visite officielle à l’invitation de la reine Margrethe II prévue début septembre.
En janvier 2025, Donald Trump, alors président élu, menace de s'emparer du Groenland par la force et d'imposer des droits de douane élevés sur les produits danois si le Danemark refuse de céder ce territoire. Cette déclaration provoque une crise diplomatique et suscite des réactions de soutien au Danemark de la part de plusieurs pays européens, dont la France et l'Allemagne. Mette Frederiksen réaffirme alors que le Groenland appartient aux Groenlandais, et maintient que « les États-Unis restent l'allié le plus important du Danemark »,. En février, une pétition visant à financer un milliard de dollars pour permettre au Danemark d’acheter la Californie a reçu plus de 200 000 signatures.

## Relations politiques

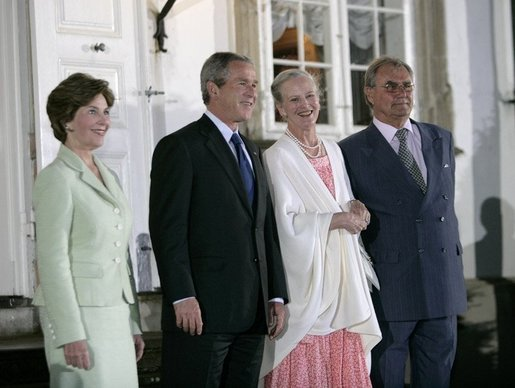
Visite de George W. Bush accueilli par la Reine Margrethe II en 2005

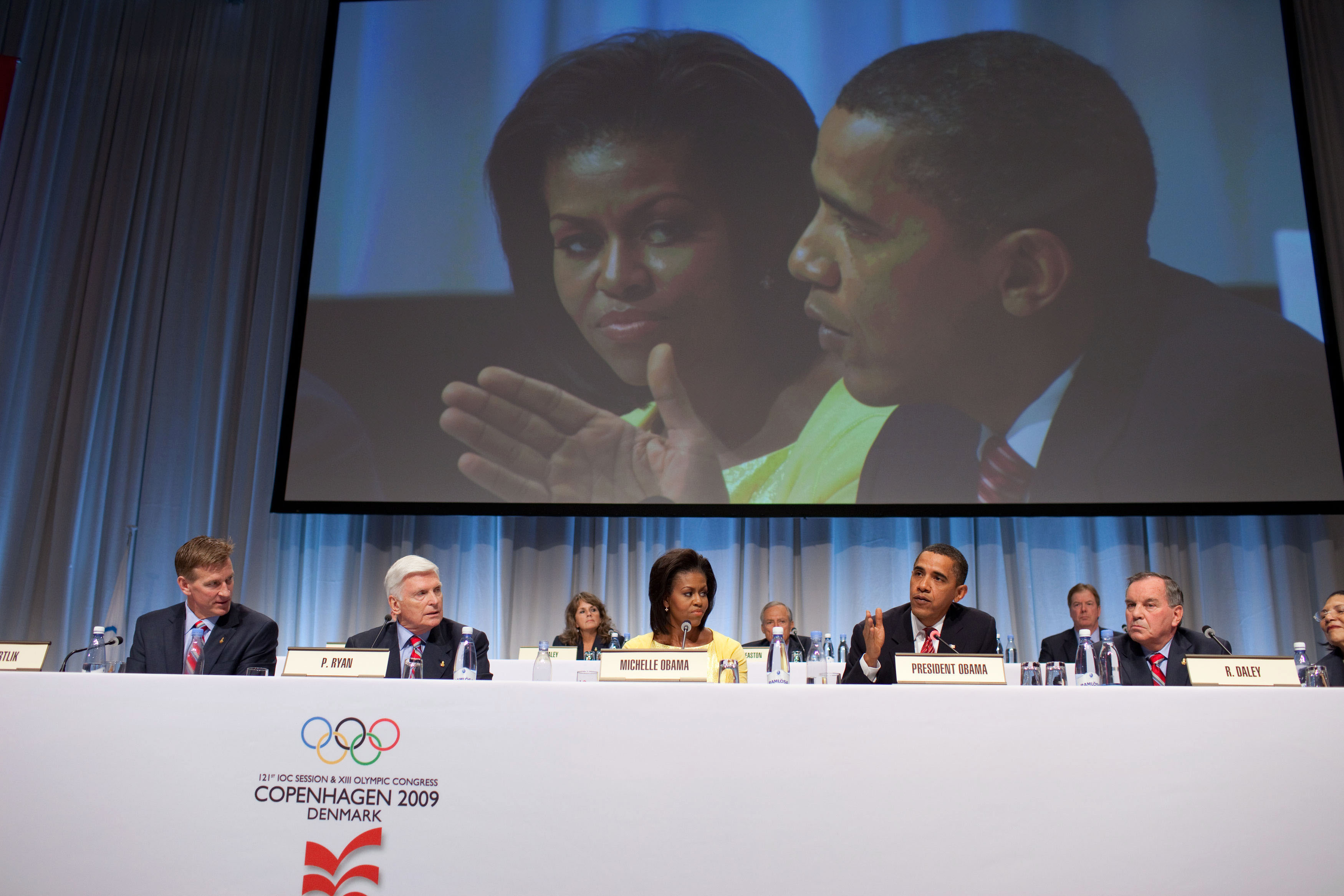
Obama lors de l'accord de Copenhague

Le président américain Bill Clinton s'est rendu au Danemark en 1997. Une fois son mandat fini, ce dernier retournera à nouveau au Danemark en 2007 pour une conférence à Aarhus avec l'ex-secrétaire général de l’ONU, Kofi Annan. Le président américain George W. Bush a effectué une visite officielle à Copenhague en juillet 2005 et le Premier ministre danois Anders Fogh Rasmussen a rencontré Bush à Camp David en juin 2006.
En octobre 2009, le président Barack Obama accompagné par Michelle Obama a assisté à la 121e session du Comité international olympique à Copenhague pour soutenir la candidature de Chicago aux Jeux olympiques d'été de 2016 et, en décembre 2009, Obama s'est rendu de nouveau au Danemark pour la Conférence des Nations Unies sur les changements climatiques de 2009. En mars 2009, la ministre danoise des Affaires étrangères, Lene Espersen, a rencontré la secrétaire d'État américaine Hillary Clinton à la Conférence des donateurs pour la bande de Gaza, puis lors d'une réunion de l'OTAN en avril 2010, où ils se sont réunis en Estonie.
En mars 2009, le prince héritier Frederik et la princesse Mary se sont rendus dans le Midwest. Ils ont visité The Danish Home à Chicago et les villages danois d'Elk Horn, d'Ames, de Kimballton et de la Grand View University (en) dans l'Iowa. Dans le Nebraska, le couple a visité Dana College, un collège fondé en 1884 par des pionniers danois.
Le 9 mars 2011, le président américain Obama a rencontré le Premier ministre danois, Lars Løkke Rasmussen, à la Maison Blanche, où ils ont discuté de la lutte contre le terrorisme, du Printemps arabe et de l'environnement.
Le 30 mars 2017, le Premier ministre danois, Lars Løkke Rasmussen, a rendu visite au président américain Donald Trump aux États-Unis. Les discussions ont porté sur l'état des relations bilatérales ainsi que sur la lutte contre le terrorisme, les opportunités économiques et l'OTAN.
Le 20 août 2019, le président américain Donald Trump a brusquement reporté une visite d’État au Danemark après que le Premier ministre danois Mette Frederiksen avait décliné l'offre de Trump d'acheter le Groenland, affirmant que l'île n'était pas à vendre.

## Échanges culturels

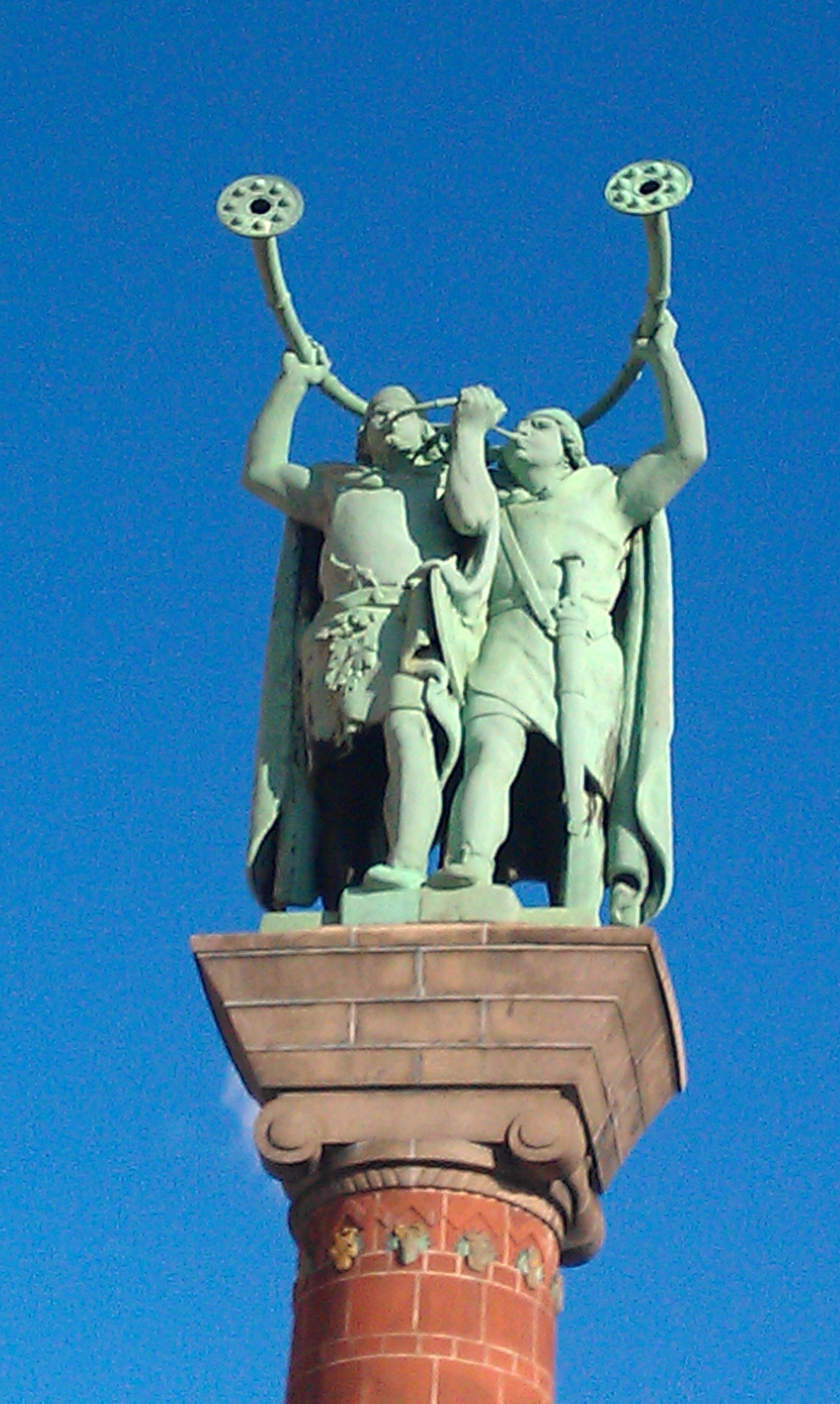
Les souffleurs de lur - une réplique fut exposé en 1915

Le Danemark est présent dès l'exposition universelle de 1853, la première organisé sur le sol américain, et également à exposition universelle à Philadelphie en 1876. Lors de l'exposition universelle de 1904 de Saint-Louis organisé lors du centenaire de l'achat de la Louisiane, le Danemark fut invité et présente l'Islande au niveau de l'exposition coloniale internationale.
Le royaume a son propre pavillon lors de l'exposition universelle de 1915 de San Fransico construit avec les fonds provenant d'émigrants danois en Californie. Les plans du bâtiment ont été conçus par l'architecte danois Anton Rosen en accord avec le comité de l'exposition. Il avait initialement imaginé un bâtiment inspiré par le château de Kronborg. Les plans furent rejetés car ils ne s'harmonisaient pas avec les autres pavillons. La hauteur de la tour principale a été sévèrement réduite car elle représentait un risque d'incendie pour le palais des Beaux-Arts situé à proximité, et un bastion décoré d'anciens canons en bronze a dû être abandonné car il aurait bloqué la vue sur le pavillon néo-zélandais.
Le caractère distinctif danois a été ajouté à la place par des copies de la grosse pierre de Jelling et une copie de la statue des souffleurs de lur (en) de Copenhague. À l’intérieur, le bâtiment était aménagé comme « beaux salons danois, de l’époque actuelle», avec de la porcelaine et du mobilier prêtés par des sociétés danoises et des peintures du Musée national de l’art.
À l'occasion de l'Exposition universelle de 1933, le gouvernement danois a offert l’exposition scientifique au musée des sciences et de l'industrie de Chicago comprenant une réplique de la boussole avec laquelle Oersted a découvert l'électromagnétisme. Entrée en guerre, le Danemark a dû se résoudre à ne pas pouvoir participer à l'Exposition universelle de New York en 1940. Un pavillon danois fut édifié pour l'exposition universelle de Seattle en 1962. La présence à d'autres participations à Knoxville ou à la Nouvelle-Orléans sera faite en commun avec d'autres pays de la communauté européenne.
D'un point de vue sportif, il n'y a guère qu'en hockey sur glace que les deux équipes s'opposent à un niveau international. En football féminin, les deux pays se sont affrontés en finale de l'Algarve Cup 2007 et l'Algarve Cup 2008 avec une victoire des Américaines.